# Jetta Carleton
Jetta Carleton est née en 1913, à Holden, dans le Missouri. Elle obtient une maîtrise à l'Université du Missouri.
Elle exerce successivement les métiers d'institutrice, de rédactrice radio à Kansas City et de rédactrice de publicités télévisées à New York.
Elle et son mari s'installent à Santa Fe, au Nouveau-Mexique, et y fondent une petite maison d'édition, The Lighting Tree.
Jetta Carleton meurt à Santa Fe en 1999.

## Œuvre littéraire
Jetta Carleton n'a écrit qu'un seul roman, Les Fleurs de Lune (The Moonflower Vine), best-seller publié en 1962. Par son style nostalgique, par ses descriptions d'une Amérique rurale et traditionnelle, par le fait qu'elles n'ont écrit qu'un seul roman, on rapproche souvent Jetta Carleton d'Harper Lee, autre romancière américaine du XXe siècle. Le style est délicat, sensible et remarquablement composé.
Les Fleurs de Lune ne sont pas non plus sans rappeler Les Quatre Filles du docteur March.